# 新庄 (何家埔村)
新庄是中国广东省广州市从化区的一个自然村。在太平镇东北面约1000米，属何家埔村管辖。清朝建村。1998年时，全村人口340人。